# Liste der Monuments historiques in Plélo
Die Liste der Monuments historiques in Plélo führt die Monuments historiques in der französischen Gemeinde Plélo auf.

## Liste der Bauwerke
| Bezeichnung   | Beschreibung              | Standort | Kennzeichnung | Schutzstatus | Datum | Bild |
| ------------- | ------------------------- | -------- | ------------- | ------------ | ----- | ---- |
| Schloss Goëlo | Erbaut im 17. Jahrhundert | (Lage)   | PA00089766    | Inscrit      | 1990  |      |

## Liste der Objekte

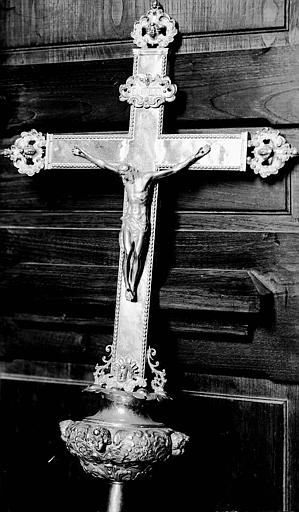
Prozessionskreuz (17. Jahrhundert) in der Kirche St-Pierre-St-Paul

- Monuments historiques (Objekte) in Plélo in der Base Palissy des französischen Kultusministeriums